# كالسينات
كالسينات (برغاماسك : كالسينات) تقع مدينة كالسينات في مقاطعة برغامة أو برغامو، مقاطعة في إقليم لومبارديا بشمال إيطاليا عاصمتها مدينة برغامة، وغالبا ما تعتمد في التجارة على الصناعة.

## تاريخ
المدينة غوليش أصلها وروماني، وقد ورد ذكرها لأول مرة في الوثيقة من عام 1184. وقد احتلتها جمهورية البندقية في القرن الخامس عشر، وبقيت فيها حتى عام 1797. في تلك الفترة أصبحت مركزاً زراعياً مزدهراً.

## المعالم السياحية الرئيسية
- ابريشية الكنيسة الباروكة سانتا ماريا اسونتا

- شان مارتينو القرن الرابع عشر الكنيسة الرومانية

## شخصيات
- بيترو فيرشود (ولد في عام 1959)، لاعب كرة قدم لكل من سامبدوريا ,روما ,ميلان
- مانولو جابياديني (ولد في عام 1991)، لاعب كرة قدم لفريق سامبدوريا
- ميلانيا جابياديني (مواليد 1983)، لاعبة كرة قدم متقاعدة لفريق فيرونا
- أندريا بيلوتي (مواليد 1993)، لاعب كرة قدم لفريق تورينو